# Karl-Heinz Schnabel
Karl-Heinz Schnabel (* 15. Dezember 1921 in Osnabrück; † 26. Juni 1992 in Darmstadt) war ein deutscher Maler des 20. Jahrhunderts.

## Leben
Karl-Heinz Schnabel studierte in den Jahren 1941 und 1942 an der Hochschule der Bildenden Künste in Hamburg und wechselte danach an die Kunstakademie nach München, wo Adolf Schinnerer sein Lehrer wurde. Im Jahr 1947 übersiedelte er nach Darmstadt und wurde Schüler von Paul Thesing.
Daran schloss sich ein zweijähriges Studium an der Werkkunstschule in Darmstadt an.
Bei Will Sohl gestaltete er Baukeramik und Freskomalerei und arbeitete auch im Atelier des Bildhauers Fritz Schwarzbeck.
Prägend für Karl-Heinz Schnabels künstlerischen Werdegang war ein zweijähriger Aufenthalt in Paris, wo er Schüler des Malers Jean Jansen war. Seit dem Jahr 1957 lebte Schnabel wieder in Darmstadt. Studienaufenthalte führten ihn seit Anfang der 1960er Jahre alljährlich nach Südfrankreich. Karl-Heinz Schnabel war fest in die Darmstädter Künstlerschaft im Umkreis der „Darmstädter Sezession“ integriert.

## Werk
Nach 1945 entstanden parallel Ölbilder und Zeichnungen. Ab Mitte der 1950er Jahre konzentrierte er sich ausschließlich auf die Ölmalerei und widmete sich seit den 1970er Jahren, neben Pastell und Tusche, vor allem dem Aquarell. 
Seine Malerei der 1950er und 1960er Jahre war karg, existenzialistisch geprägt; In einer Flächigkeit gemalt, die an Neue Sachlichkeit erinnert.
In seinen späten Arbeiten wurde er zum Koloristen.